# Daule (rzeka)

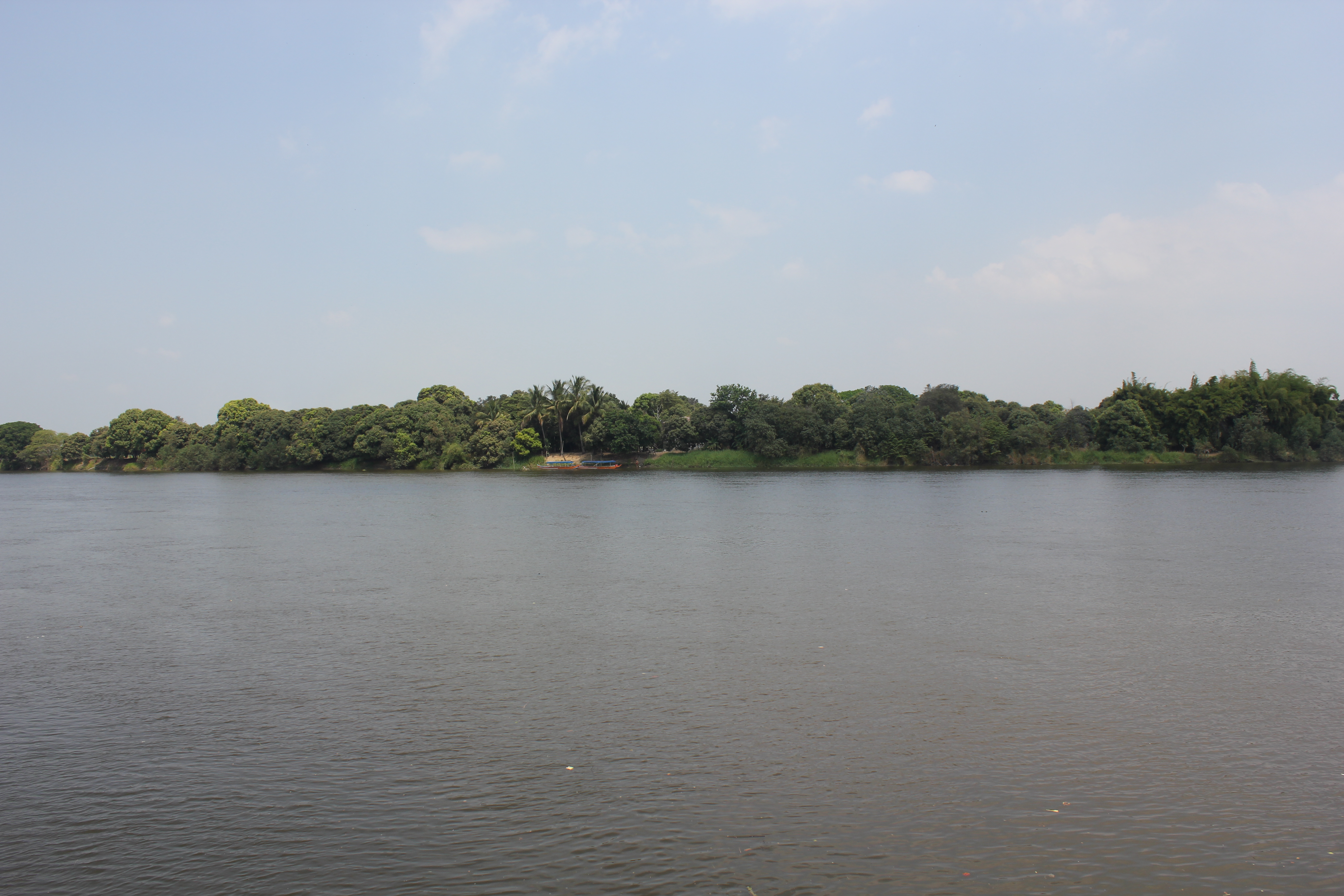
Rzeka Daule przechodząca przez miasto Nobol w Ekwadorze.

Daule – rzeka w Ekwadorze, w prowincji Guayas. W mieście Guayaquil, łączy się z Babahoyo w rzekę Guayas.

## Miasta przy na brzegu rzeki Daule
- Pichincha
- Balzar
- Colimes
- Palestina
- Santa Lucía
- Daule
- Nobol
- Durán